# Williamstown (Massachusetts)
Williamstown is een plaats (town) in het noordwesten van de Amerikaanse staat Massachusetts en valt bestuurlijk gezien onder Berkshire County. Williamstown grenst in het noorden aan de staat Vermont en in het westen aan New York. In 2010 woonden er 7754 mensen in Williamstown.
Het is de locatie van het liberal arts college Williams College, het kunstmuseum Clark Art Institute en het Williamstown Theatre Festival.

## Bekende inwoners
- Stephen Hannock, kunstschilder
- Farah Pahlavi, keizerin van Iran
- Matthew Perry, acteur
- Cole Porter, componist en songwriter
- Christopher Reeve, acteur
- William Henry Vanderbilt III, staatsman